# Банк Шотландии
Банк Шотла́ндии (англ. The Bank of Scotland Plc; гэльск. Banca na h-Alba) — один из коммерческих банков в Шотландии. Входит в число трёх шотландских банков, имеющих право выпуска банкнот. Банк Шотландии является дочерней компанией Lloyds Banking Group с 19 января 2009 года, когда HBOS был приобретен Lloyds TSB.
Основан актом парламента Шотландии 17 июля 1695 года с целью поддержки предпринимательства в стране и на началах банковской монополии сроком на 21 год. После создания в 1727 году Королевского банка Шотландии действовал в конкурентных условиях. В середине XIX века начал действовать и за пределами Шотландии, в 1865 г. открыл отделение в Лондоне.

## История
Если бы принятие Закона об объединении (Union Act) не запоздало на десять с небольшим лет, был бы на месте банка Англии объединенный Банк Англии и Шотландии. Однако развитие банковской сферы в Шотландии происходило независимым образом. Поначалу там доминировала практика выдачи банкам разрешительных концессий.
«Банк Шотландии» был основан специальным постановлением Парламента Шотландии от 17 июля 1695 года для поддержки шотландского бизнеса.
Учредительный акт (чартер) Парламента Шотландии предоставил банку монополию на банковское дело в Шотландии в течение 21 года. Банк с самого начала приступил к экспериментам по созданию своих отделений и, кроме того, выпустил в обращение банкноты с номиналом всего лишь в один фунт. Когда же в 1716 году срок действия его монопольных прав подошел к концу, Банк пытался ожесточенно, но безуспешно сопротивляться перспективе конкуренции.
Его главным и первым конкурентом на банковском рынке стал Королевский Банк Шотландии, который был образован в 1727 году. Регистрация банков посредством получения чартера была желательна, в основном потому, что банк приобретал тем самым права ограниченной ответственности. Однако, поскольку в Шотландии не существовало никаких преград для осуществления банковской деятельности акционерными компаниями, если акционеры были готовы принять на себя неограниченную ответственность за долги банка, очень скоро в стране повсеместно стали появляться акционерные банки, чартером не обладавшие. После этого лишь один, последний, чартер был выдан Британской Льняной Компании (British Linen Company) в 1746 г. Все остальные банки были учреждены в соответствии с обычными законами. Никаких ограничений на число партнеров не практиковалось, и, после небольшого периода злоупотреблений на начальной стадии развития банковского дела, бизнес перешел в руки крупных и финансово сильных акционерных компаний. Банкротство Эйр Банк (Ayr Bank) в 1772 г., произошедшее в результате избыточной эмиссии банкнот, сильно подорвало доверие публики к небольшим банкам: большинство мелких частных банков перестало существовать, а на их место пришли акционерные банки, а также частные банки с более значительными ресурсами капитала.
Шотландская система отличалась определенными специфическими чертами, с самого начала отличавшими ее от систем, существовавших в других странах. Она включала острую конкуренцию между банками и строгое соблюдение практики регулярного взаимного погашения банкнот; обмен банкнотами происходил дважды в неделю, и балансы подбивались тут же. Система отделений здесь была освоена почти с самого начала, и, в сравнении с другими странами, интенсивность развития депозитного бизнеса и кредитных инструментов оказалась гораздо выше.
К 1826 г., помимо трех чартерных банков (с 24 отделениями), в Шотландии существовало еще 22 акционерных банка (с 97 отделениями) и 11 частных банков, в то время как в Англии только что было принято законодательство, разрешающее создание акционерных банков, и даже Банк Англии еще не учредил ни одного отделения. К тому времени в истории шотландского банковского бизнеса была лишь одна серьезная неудача - банкротство Эйр Бэнк, и совокупный ущерб, понесенный населением, оценивался в пределах 36 000 фунтов.
После «банковских войн» Королевского Банка и Банка Шотландии, открылся первый Лондонский филиал Шотландского Банка в 1856 году.
В 1950-х годах Банк Шотландии участвовал в нескольких слияниях и поглощениях с разными банками. В 1955 году Банк объединился с Union Bank Of Scotland. Также были присоединены такие банки, как British Linen Bank, а также North West Securities (ныне Capital Bank).
Первый международный офис этого банка открылся в Хьюстоне (Техас), а за ним были основаны и другие офисы, располагавшиеся на территории США, в Москве и Сингапуре.
В 2008 году Банк Шотландии согласился быть поглощенным Lloyds TSB Group.